# Elvis in Concert (album)
Elvis in Concert to ostatni album Elvisa Presleya, wydany już po jego śmierci 3 października 1977 roku razem z ok. 50 minutowym programem telewizyjnym pod tym samym tytułem. Elvis zmarł niespełna dwa miesiące wcześniej – 16 sierpnia 1977 roku. Utwory użyte w albumie zostały nagrane na żywo podczas dwóch koncertów z ostatniej trasy Presleya – w Omaha, w Nebrasce 19 czerwca 1977 roku oraz w Rapid City, w Dakocie Południowej 21 czerwca 1977 roku. Płyta zawiera także komentarze fanów na temat króla rock’n’rolla, jak również specjalną wiadomość od ojca Elvisa na temat śmierci swojego syna.

## Lista utworów
1. Elvis fans comments / Opening riff
2. Also sprach Zarathustra
3. "See See Rider"
4. "That’s All Right"
5. "Are You Lonesome Tonight?"
6. "Teddy Bear"/"Don’t Be Cruel"
7. "Elvis fans comments"
8. "You Gave Me a Mountain"
9. "Jailhouse Rock"
10. Elvis fans comments
11. "How Great Thou Art"
12. Elvis fans comments
13. "I Really Don’t Want to Know"
14. Elvis introduces his father
15. "Hurt"
16. "Hound Dog"
17. "My Way"
18. "Can’t Help Falling in Love"
19. Closing riff
20. Special message from Elvis's father
21. "I Got a Woman"/"Amen"
22. Elvis talks
23. "Love Me "
24. "If You Love Me"
25. "’O sole mio"/"It’s Now or Never"
26. "Trying to Get to You"
27. "Hawaiian Wedding Song"
28. "Fairytale"
29. "Little Sister"
30. "Early Morning Rain"
31. "What’d I Say"
32. "Johnny B. Goode"
33. "And I Love You So"